# بشيرو سالو
بشيرو سالو (بالألمانية: Bachirou Salou)‏ (15 سبتمبر 1970 توغو - ) هو لاعب كرة قدم ألماني، يلعب كمهاجم، شارك في كأس الأمم الأفريقية 1998.

## وصلات خارجية
بشيرو سالو على موقع الاتحاد الدولي (مؤرشف)  (الإنجليزية)
- بشيرو سالو على موقع قاعدة بيانات كرة القدم.إي يو (الإنجليزية)
- بشيرو سالو على موقع بيانات كرة القدم. دي إي (الألمانية)
- بشيرو سالو على موقع ناشيونال فوتبول تيمز (الإنجليزية)
- بشيرو سالو على موقع عالم كرة القدم.نت (الإنجليزية)